# تپه تصفیه خانه ۲
تپه تصفیه خانهٔ ۲ مربوط به دوران پارینه‌سنگی جدید است و در شهرستان کرمانشاه، بخش مرکزی، دهسان قره سو، ۲/۲ کیلومتری جنوب غرب روستای ده سواران واقع شده و این اثر در تاریخ ۱۸ اسفند ۱۳۸۷ با شمارهٔ ثبت ۲۴۸۱۵ به‌عنوان یکی از آثار ملی ایران به ثبت رسیده است.